# Адмиралтейский проспект
Адмиралте́йский проспе́кт — проспект в Адмиралтейском районе Санкт-Петербурга. Проходит от Дворцовой площади до Исаакиевской площади.

## История названия
20 апреля 1738 года проезду присвоено название Адмиралтейская улица (включая и современную улицу Якубовича). Параллельно существовали названия Адмиралтейская линия (так как проходил вдоль Адмиралтейского канала), Большая улица, Большой проспект, Большая Адмиралтейская перспектива, Большой Адмиралтейский проспект. Эти названия просуществовали до 1822 года, далее проезд не имел названия, так как был частью Адмиралтейской площади.
Современное название Адмиралтейский проспект присвоено 7 марта 1880 года. С октября 1918 года по 13 января 1944 года носил имя проспект Рошаля, в честь С. Г. Рошаля, участника революционного движения в России, председателя Кронштадтского совета рабочих и солдатских депутатов.

## История
Улица возникла в первой половине XVIII века.

## Пересекает следующие улицы и проспекты
1. Дворцовая площадь
2. Дворцовый проезд
3. Невский проспект
4. Гороховая улица
5. Вознесенский проспект
6. Исаакиевская площадь

## Застройка проспекта

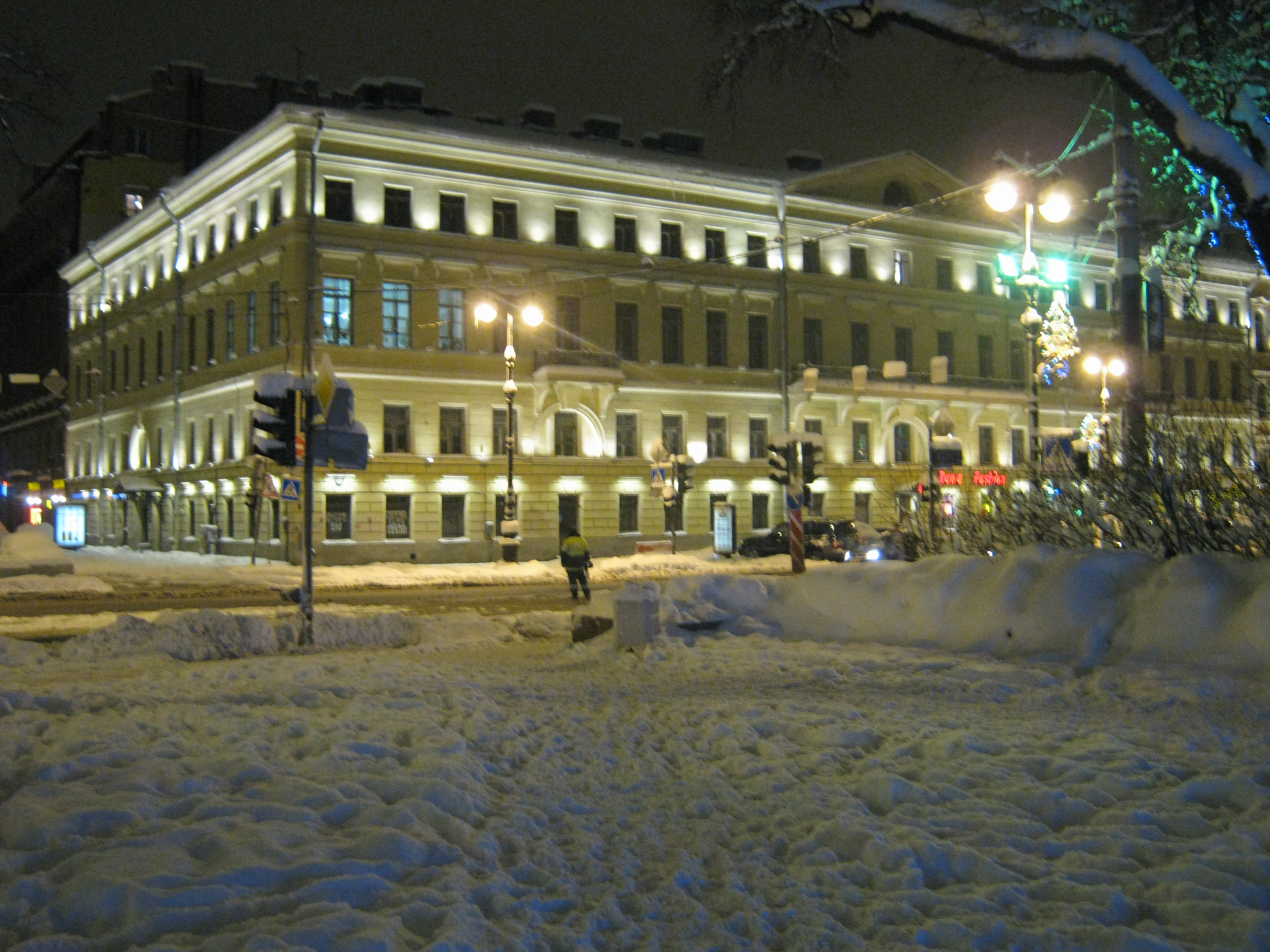
С.-Петербург, Адмиралтейский пр., 8. 2010 г.

По адресу Адмиралтейский проспект, дом 8 до революции находилось управление Армавир-Туапсинской железной дороги.

## Архитектура проспекта
- Дом Фитингофа (дом 6/2)
- Дом Лобанова-Ростовского